# Las Palmas (Durazno)
Las Palmas ist eine Ortschaft in Uruguay.

## Geographie
Las Palmas befindet sich im Osten des Departamento Durazno in dessen Sektor 13. Las Palmas liegt ostsüdöstlich von Blanquillo und nordwestlich von Cerro Chato.

## Einwohner
Las Palmas hatte bei der Volkszählung im Jahr 2011 24 Einwohner, davon neun männliche und 15 weibliche. Für die vorhergehenden Volkszählungen der Jahre 1963, 1975, 1985, 1996 und 2004 sind beim Instituto Nacional de Estadística de Uruguay keine Daten erfasst worden.
| Jahr | Einwohner |
| ---- | --------- |
| 1996 | -         |
| 2004 | -         |
| 2011 | 24        |

Quelle: Instituto Nacional de Estadística de Uruguay